# Вишневський Іван Євгенович
Вишневський Іван Євгенович (21 лютого 1957, с. Лучка Тернопільської області — 11 травня 1996, м. Дніпропетровськ) — радянський та український футболіст, тренер. Майстер спорту з 1984 року.
Срібний призер чемпіонату Європи в складі збірної СРСР (м. Мюнхен), чемпіон СРСР (1988, «Дніпро»), володар Кубка СРСР, срібний призер першості Туреччини («Фенербахче»).
Виступав за команди майстрів «Нива» (Вінниця), «Спартак» (Москва), «Дніпро» (Дніпропетровськ), «Фенербахче» і «Сариєрспор» (Туреччина).
В останній період життя працював тренером «Дніпра».
На честь Івана Вишневського — уродженця Тернопілля — названо Суперкубок Тернопільської області з футболу.

## Титули і досягнення
- Чемпіон СРСР (1):

«Дніпро»: 1988
- Володар Кубка СРСР (1):

«Дніпро»: 1989
- Володар Суперкубка Туреччини (1):

«Фенербахче»: 1990
- Віце-чемпіон Європи: 1988